# Leon Benko
Leon Benko (Varaždin, 11. studenoga 1983.) bivši je hrvatski nogometaš koji je igrao na poziciji napadača.

## Klupska karijera

### Varteks Varaždin
Započeo je karijeru 2003. godine u rodnom gradu, igrajući za Varteks. Na početku često je korišten kao desno krilo, i tu su teško do izražaja dolazile njegove golgeterske sposobnosti. Kasnije ga je trener Zlatko Dalić prebacio na mjesto centarfora i, kao takav, Benko je s 14 pogodaka u sezoni 2005./06. bio najbolji strijelac momčadi koja je završila treća u ligi, i u finalu nacionalnoga kupa. Prije početka iste sezone, u Intertoto kupu, postigao je 4 pogotka u pobjedi Varteksa od 4:1 nad Dinamom iz Tirane. Također postigao je i pobjednički pogodak za 4:3 protiv finskoga Intera iz Turka.

### Nürnberg
Već tijekom svoje najuspješnije sezone, potpisao je 4-godišnji ugovor s bundesligašem iz Nürnberga. Na ljetnim pripremama postigao je 10 pogodaka i puno najavio, no, nakon toga se ozlijedio čime mu je promaklo mjesto u momčadi. Debi je zabilježio 12. kolovoza protiv Stuttgarta (tek 5 minuta). Nakon toga uglavnom je ulazio s klupe, sve do početka 2007. godine od kada nije zabilježio ni jednu bundesligašku minutu. 

### Standard Liège
Nakon neuspješnoga dvogodišnjeg probijanja do veće minutaže u Nürnbergu, raskinuo je ugovor i vratio se u Hrvatsku, ali na probu u Hajduk. Iako se na probi iskazao kao dobar strijelac, trener Vučević nije u njemu pronašao hitrog napadača kakav mu je bio potreban. Iako mu je kasnije ponuđen ugovor, nije došlo do dogovora, te je Benko napustio Split i potpisao (na 1+1 godinu) za belgijskoga prvaka Standarda iz Liègea. 

### Rijeka
U ljetnom prijelaznom roku 2012. godine Benko je potpisao za Rijeku. Jedan od najbitnijih pogodaka u karijeri, Leon je zabio 22. kolovoza 2013. godine na utakmici Rijeke protiv njemačkog Stuttgarta koja je igrana u sklopu play-off faze za ulazak u Europa ligu kada je u 74. minuti zabio za 1:0 da bi potom Zoran Kvržić u 87. minuti zabio za 2:0. U 89. minuti rezultat je smanjio Vedad Ibišević na 2:1. Leon je bio strijelac i u uzvratnoj utakmici koja se igrala u Njemačkoj, pogodak je postigao u 30. minuti, a za prolazak dalje Goran Mujanović je postigao zgoditak za konačni rezultat 2:2 u 94. minuti susreta tako je Rijeka osigurala grupnu fazu Europske lige.

### Dalian Aerbin
U veljači 2014. odlazi igrat u kineski Dalian Aerbin ali nakon samo 3 susreta odigrana za Kineze, raskida ugovor zbog neisplaćenih plaća.

### FK Sarajevo
U rujnu 2014. Benko potpisuje za FK Sarajevo.

### Olimpija Ljubljana
Krajem kolovoza 2016. godine je Benko potpisao za slovensku Olimpiju.

## Reprezentativna karijera
Za mlađe dobne uzraste ima nastupe u reprezentacijama do 20 godina i do 21 godine. Izbornik A reprezentacije Zlatko Kranjčar pozvao ga je na međunarodni nogometni turnir Carlsberg Cup u Hong Kongu, 2006. godine gdje je odigrao 2 utakmice, s Južnom Korejom i Hong Kongom. Nakon više od 6 godina izbivanja izbornik Igor Štimac pozvao ga je u reprezentaciju za prijateljsku utakmicu protiv reprezentacije Južne Koreje. Utakmica je odigrana 10. rujna 2013. godine u Jeonjuu i Benko je ušao u igru u 58. minuti, a u 65. minuti asistirao je Domagoju Vidi za vodstvo Hrvatske od 1:0. 
Dne 31. listopada 2013. godine izbornik A reprezentacije Niko Kovač je objavio popis igrača za utakmicu s islandskom reprezentacijom na koju je pozvao Benka.

## Priznanja

### Individualna
- Najbolji strijelac 1. HNL u sezoni 2012./13., s postignutih 18 pogodaka.
- 2013.: Žuta majica Sportskih novosti
- 2013.: Najbolji igrač Prve HNL, u izboru kapetana klubova Prve HNL.[9]

## Vanjske poveznice
- Leon Benko na hnl-statistika.com